# Bob Evans (cestista)
Robert W. Evans, detto Bob (Greenville, 31 maggio 1925 – Indianapolis, 27 settembre 1997), è stato un cestista e allenatore di pallacanestro statunitense, professionista nella NBA.

## Carriera
Venne selezionato dagli Indianapolis Jets nel Draft BAA 1949.